# Чемпионство IWGP среди женщин
Чемпионство IWGP среди женщин (яп. IWGP女子王座) — является чемпионским титулом по рестлингу среди женщин, которым владеет японский рестлинг-промоушн New Japan Pro-Wrestling (NJPW). Титул защищается исключительно на шоу, проводимых NJPW, причем не только в Японии, но и по всему миру, а в качестве основных претендентов выступают рестлеры из родственного NJPW промоушена World Wonder Ring Stardom. Первой чемпионкой была Каири. Нынешняя чемпионка — Мерседес Моне, для которой это первое чемпионство.

## История титула
С момента основания New Japan Pro-Wrestling (NJPW) в 1972 году у компании никогда не было женского чемпионства. 29 июля 2022 года Такааки Кидани, владелец World Wonder Ring Stardom и бывший председатель NJPW через материнскую компанию Bushiroad, объявил, что ростер Stardom будет бороться за первый в истории NJPW женский титул — чемпионство IWGP среди жензин, на совместно организованном шоу Historic X-Over, которое состоится 20 ноября. Титулом управляет Исполнительный комитет IWGP.
23 августа на пресс-конференции, посвященной Historic X-Over, были объявлены даты и место проведения турнира за титул. В турнире участвовали семь рестлеров, из них четыре рестлера Stardom и три иностранных рестлера, а финал состоялся 20 ноября. 27 августа было решено, что в четырёх свободных местах будут соревноваться четыре представителя из определённых группировок Stardom. Ими стали Джулия (Donna Del Mondo), Маю Иватани (Stars), Старлайт Кид (Oedo Tai) и Утами Хаясисита (Queen’s Quest). Представители либо выбирали сами, либо назначали другого члена команды для дальнейшей борьбы за титул.
| № | Чемпион       | Дата            | Шоу                  | Место                | Чемпионство | Дней | Защит | Прим. |
| - | ------------- | --------------- | -------------------- | -------------------- | ----------- | ---- | ----- | ----- |
| 1 | Каири         | 20 ноября 2022  | Historic X-Over      | Токио, Японию        | 1           | 90   | 1     | [ 2 ] |
| 2 | Мерседес Моне | 18 февраля 2023 | Battle in the Valley | Сан-Хосе, Калифорния | 1           |      |       |       |